# Takashi Kiyama
Takashi Kiyama (født 18. februar 1972) er en tidligere japansk fodboldspiller og træner.
Han har spillet for flere forskellige klubber i sin karriere, herunder Gamba Osaka og Mito HollyHock.
Han har tidligere trænet Mito HollyHock, JEF United Chiba, Ehime FC og Montedio Yamagata.